# 宮崎神宮大祭

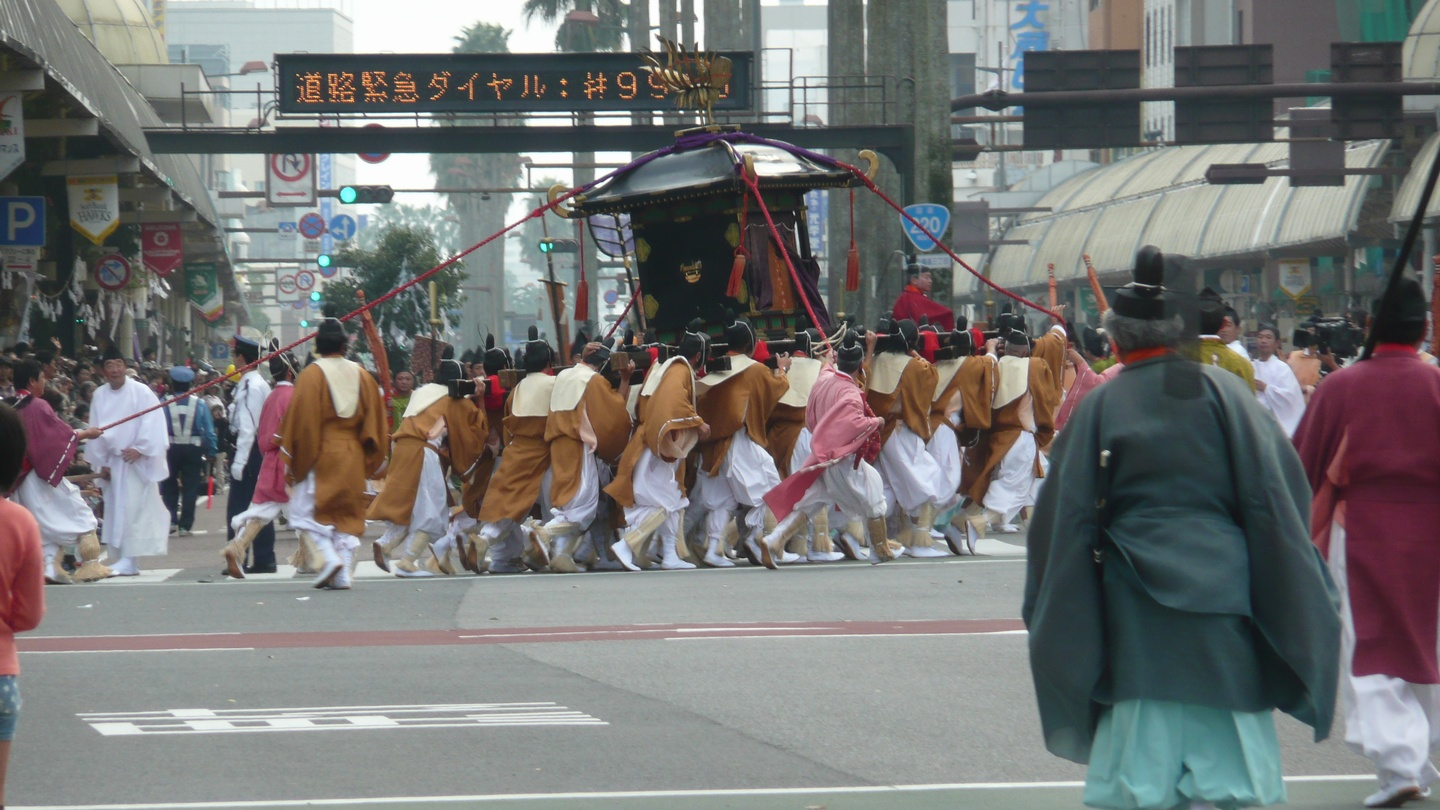
2008年の御神幸行列。御鳳輦がデパート前交差点を通る。

宮崎神宮の大祭（みやざきじんぐうのたいさい）は10月26日に催行され、例祭後最初の土曜日・日曜日に御神幸祭が宮崎市内で行われる。
特に御神幸行列と神賑行列から成る御神幸祭は神武さま（祭神の神武天皇の意）と称され、宮崎県下最大の祭事として親しまれている。御神幸祭は五穀豊穣を祝う目的も兼ねる。
現在の主催は宮崎神宮御神幸祭奉賛会（宮崎商工会議所）。御神幸祭の観客数は2日間で約15万5,000人（主催者発表、2008年）。英語表記は（2008年の場合）Miyazaki Shrine Grand Festival in 2008となる。

## 歴史

### 黎明期

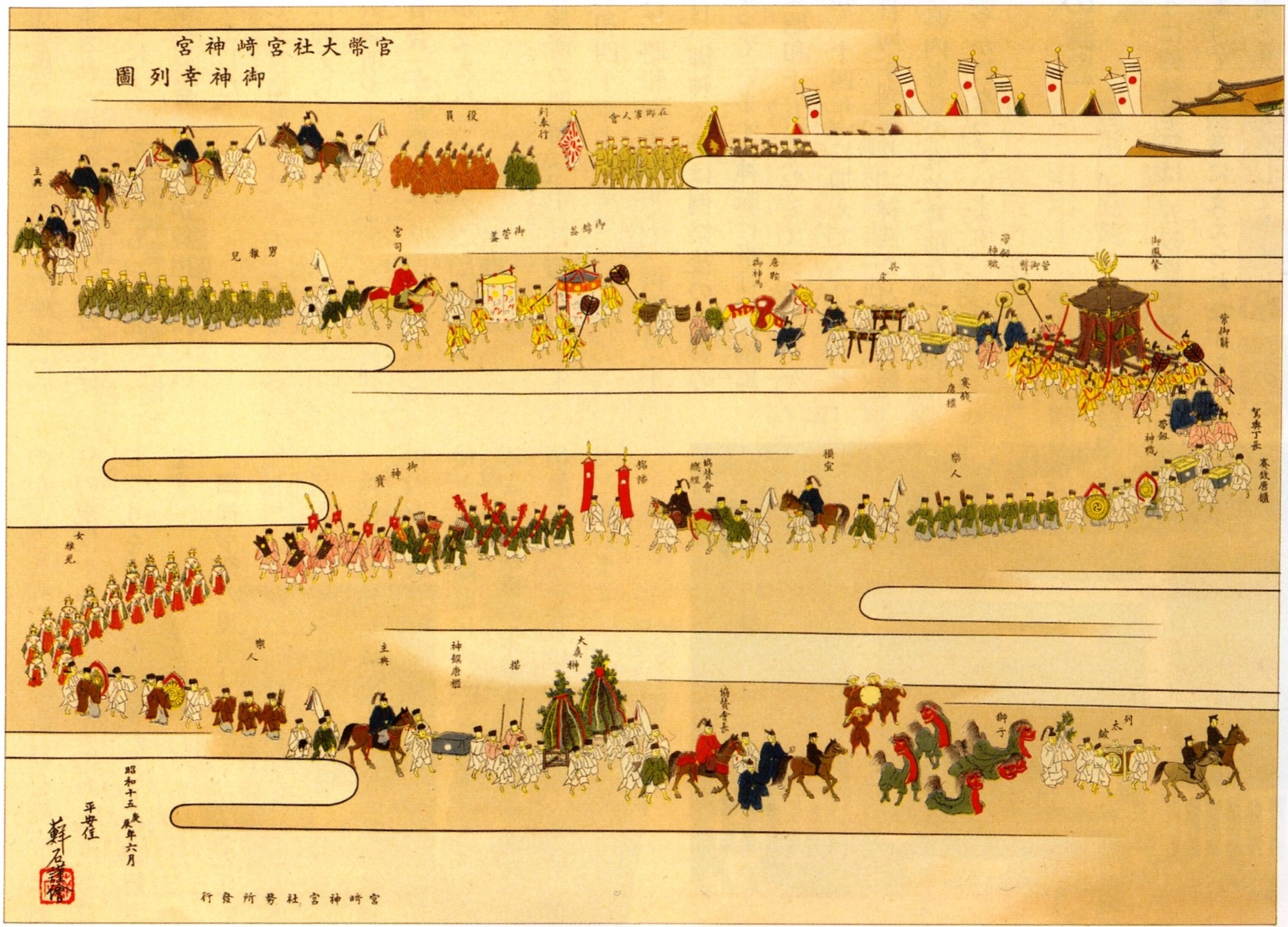
宮崎神宮御神幸列圖（1940年）

起源は資料が散逸しており定かではないが、1785年（天明4年）の吉田家への「調書草稿」には御神幸祭の記述がある。また、1876年から残る宮崎神宮の日誌にも御神幸祭が行われていた記述があり、主催者側では1876年を宮崎神宮大祭が始まった年としている。当時は宮崎神宮周辺を練り歩くもので現在ほど盛大なものではなかった。
1880年1月4日に現在の宮崎市中村町の氏子が「渡御の儀の願い」を提出し、旧暦の3月15日から4月9日までの25日にわたって中村町に御駐輦（神輿が滞在すること）するようになった。このときに御鳳輦（ごほうれん、神輿のこと）が大淀川を越えるようになった。
1909年に御鳳輦が新調されたのをきっかけに現行のように隊列を組むようになる。規模拡大の背景として宮崎神宮は「境内整備による住民の意識昂揚」を挙げている。大正から戦前までの「神武さま」は26日例祭・27日お旅所御駐輦（中村）、28日お旅所御駐輦（瀬頭）、29日御還幸と4日間の日程であり、数度の中止（皇族の崩御に伴うもの）を除いて1943年まで続けられた。1940年は紀元2600年（紀元二千六百年記念行事も参照）ということもあり盛大に催行されたものの、戦局の悪化に伴い1944年には神輿渡御が1日に短縮。1945年は例祭のみ挙行され御神幸祭は中止となった。

### 戦後の発展期
1946年から御神幸祭が再開。しかし、進駐軍 (GHQ) による神道指令や日本国憲法（第20条・第89条）に掲げられた政教分離の弊害により、新たな問題として「御神幸祭の費用、日程、御旅所の選定」が浮上した。戦前は容易であった公費負担が困難になったためだが、金銭面については1950年に宮崎商工会議所が主体となった「宮崎神宮御神幸祭奉賛会」が設立され解決された。御旅所については1965年から中村（偶数年）・瀬頭（奇数年）の隔年開催となり、日程も1971年から例祭日が10月26日、御神幸祭が例祭後最初の土曜日・日曜日と定められた。
御神幸行列に続く神賑行列（2002年までは混合）には1940年から流鏑馬武者行列、1949年からはミスシャンシャン馬が加わるようになり、後には「日向ひょっとこ踊り」「神武こども太鼓」を始め様々な舞踊（この中には沖縄の舞踊であるエイサーもあった）が披露されるようになった。1970年代に御神幸行列は最盛期を迎え、1976年には2日間で約50万人の観客を動員した。この頃の御神幸行列は博多どんたく・長崎くんちとともに九州三大祭りと称されていた。

### マンネリ化とその対策
1960年代以降「なんでもありのマンネリ化」や「神賑行列が広告的であること」、「行列が長すぎること」が度々指摘されるようになるが、1990年代にはこの状況が深刻化し御神幸行列の本来の意義も失いつつあるようになった。1985年（雨天のため1日のみの開催）の観客数は28万人で以前とさほど変わらないが、1990年代以降は減少の一途を辿り、1994年には29万人、1997年には25万人、更に2000年には15万人にまで落ち込んだ。

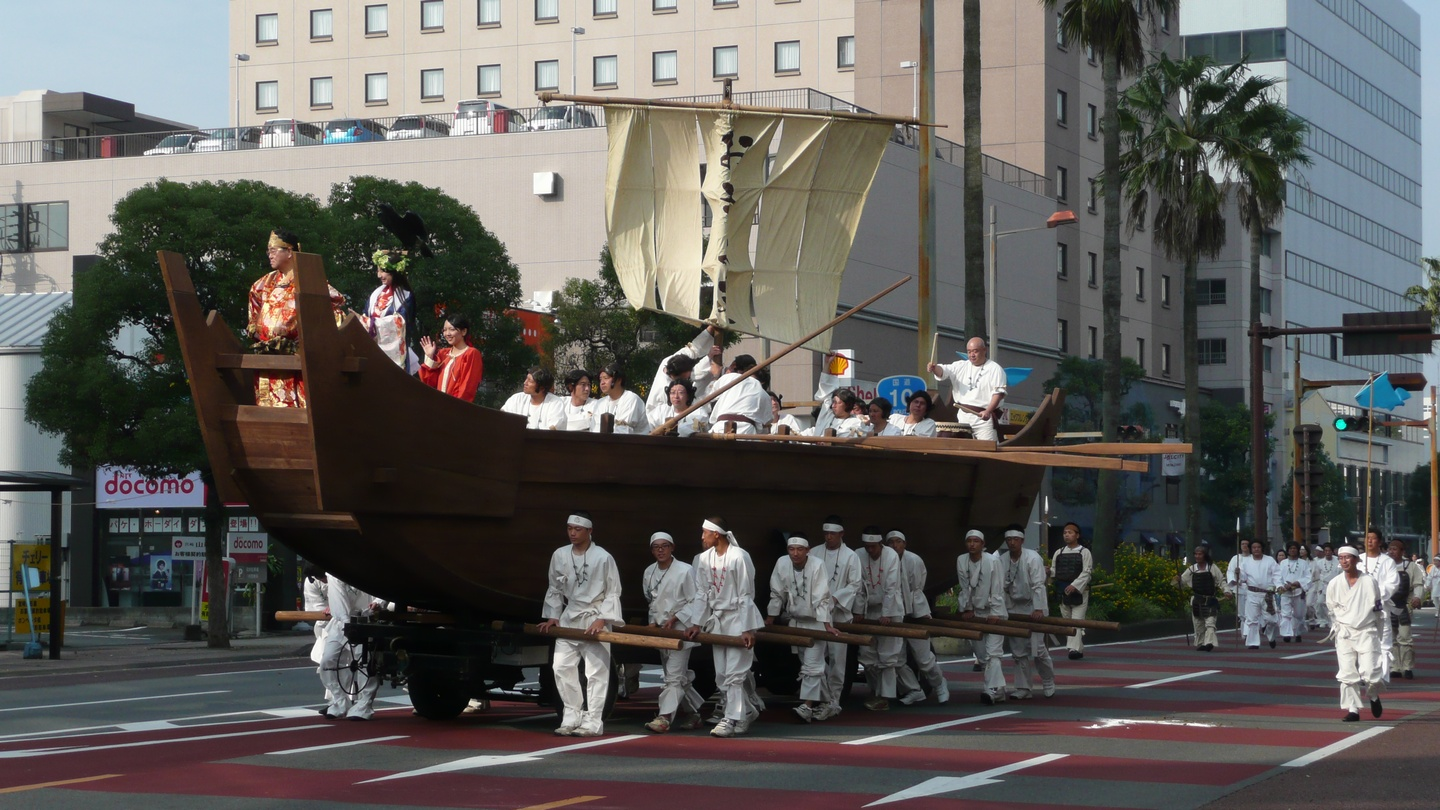
おきよ丸

この対策として2003年から3か年計画で「神武さま」の改革が実行された。初年度（2003年）には「神武さま広場」を高千穂通り（県道25号）に設け御神幸行列と神賑行列を分離。神賑行列に参加していた団体をこちらに参加させた。更に2005年には神武東征を参考に再現した「おきよ丸」が完成し、御神幸行列の静寂度を高めた。改革が終了した2005年の観客数は18万人と2000年の数値は上回ったものの、2008年には15万5,000人と従来の数値に戻っている。

## 御神幸祭の内容
掲載していない画像についてはウィキメディア・コモンズへのリンクまたは#外部リンクを参照。

### 御神幸行列

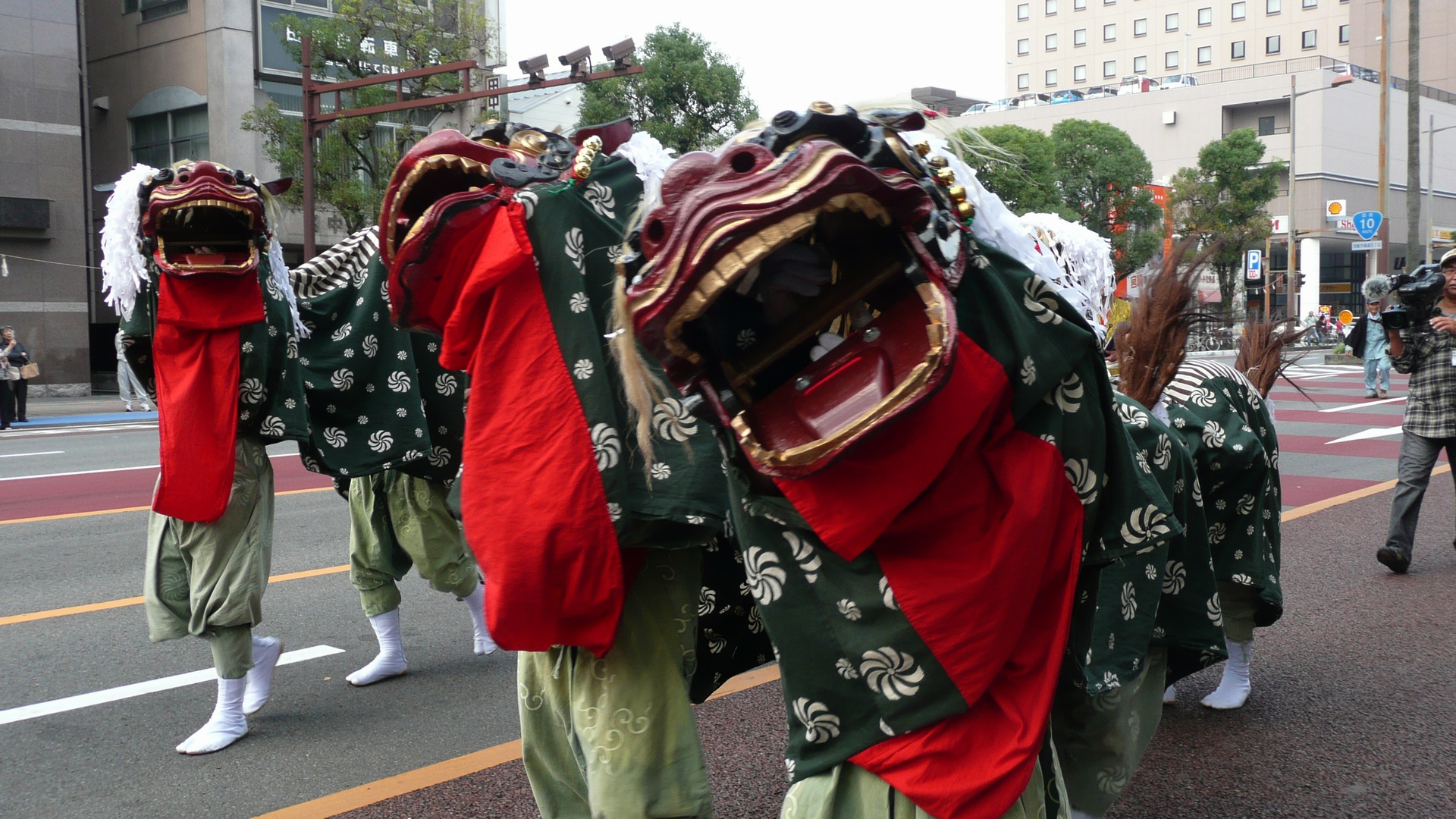
獅子舞

「聖」と「静」と形容される。1909年に現行のスタイルとなり、100年ほど経った現在も行列の順番（上記画像を参照）は変わらない。
御獅子
御神幸行列の前半に登場。獅子舞は大人によるものと子どもによるものがある。かまれると病気にならないという言い伝えがある。
御鳳輦（神輿）
1909年に新調された。この中に「神武さま」が乗る。

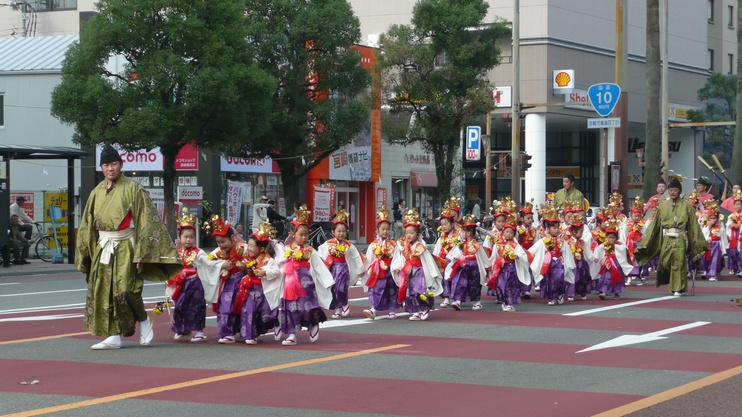
女稚児
地元の女の子による稚児行列。男稚児も存在する。
流鏑馬
宮崎競馬場の建設に伴い一度途絶えていた流鏑馬の習慣が、紀元2600年（1940年）を記念して復活したのを機に行列にも加えられる。衣装は鎌倉時代当時を再現したもの。実際の流鏑馬は4月3日（神武天皇祭）に宮崎神宮境内で行われる。

### 神賑行列

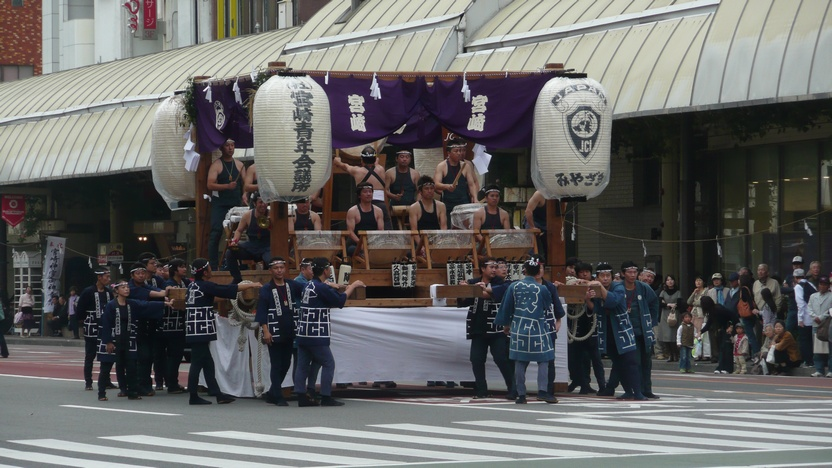
JC太鼓

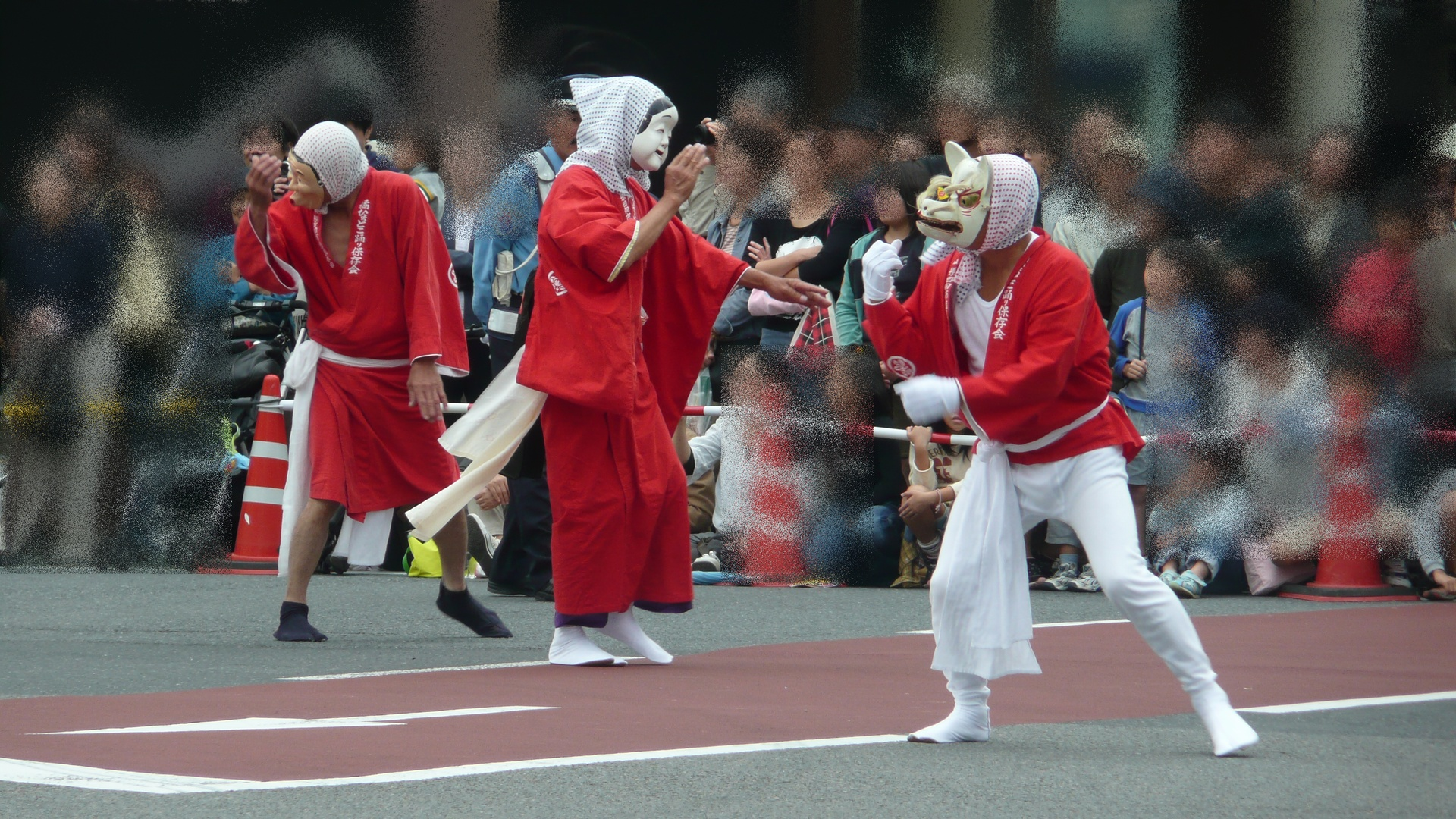
日向ひょっとこ踊り

「俗」と「動」と形容される。かつては御神幸行列に交じって参加していたが、数々の批判を受け2003年からは一部が「神武さま広場」に移動している。
おきよ丸
神武東征を参考に再現し2005年に登場。御神幸行列期間外は宮崎神宮境内に安置されている。
太鼓
神武こども太鼓と神賑行列の締めを飾るJC太鼓がある。
宮崎まつり百景
宮崎県内各地の祭りを紹介するために開催。2008年は泰平踊り（日南市飫肥、往路）・木花相撲踊り（宮崎市木花地区、往路）・椎葉平家まつり（椎葉村、往路）・鉦踊り（野尻町、復路）・日向ひょっとこ踊り（日向市、復路）が参加した。

#### ミスシャンシャン馬

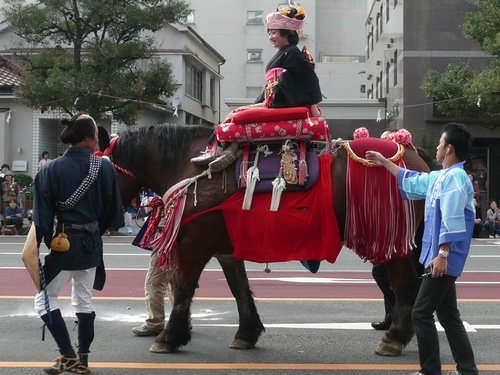
ミスシャンシャン馬（2008年、往路）

ミスシャンシャン馬は神賑行列の目玉とされる出し物。
シャンシャン馬は鵜戸神宮へ参拝する新婚夫婦が乗っていた馬のこと。1940年10月に宮崎市で開催された日向建国博覧会で、当時の宮崎商工会議所会頭であった岩切章太郎（後の宮崎交通社長）の提案によりシャンシャン馬20頭をパレードに出したことが原型となった。
1949年に宮崎交通の協賛で開始された。最初の2年は宮崎市内から「代表」となる花嫁を選出。1951年から宮崎県内の各市からの代表制となった。1971年と1972年は宮崎交通の社員からの選出となったが、1973年に「宮交シティ開業記念」として宮崎市と周辺の町からの代表制となった（ここまでは宮崎交通が全額負担）。2000年は公募制となり、2001年からは協賛企業の女子社員が「ミスシャンシャン馬」として選出されるようになった。協賛企業は50万円を協賛金として出している。

### 神武さま広場

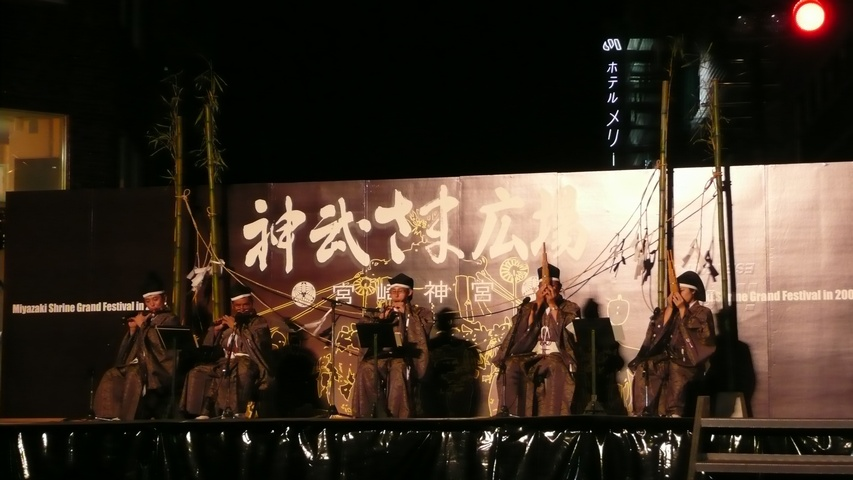
雅楽の演奏（神武さま広場メインステージ）

御神幸行列改革の一環として2003年に開始。高千穂通り（2008年は橘通り）を会場として、御神幸行列往路の後に開催される。かつて神賑行列に参加していた団体の一部はこちらに登場。通りには出店が立ち並び、各所に設けられたステージでは宮崎県内の神楽や雅楽・和太鼓の演奏、大道芸などが行われる。

## 日程
例祭は本宮祭と称され、10月26日の10時から宮崎神宮内で催行される。御神幸行列は往路（宮崎神宮御発輦）が例祭後最初の土曜日に、復路（御旅所御発輦）が日曜日（翌日）の13時から催行される。2003年からは往路の終了後に「神武さま広場」が開催される。雨天時は短縮となる。
- 例祭 - 10月26日午前10時
- 御神幸行列・往路 - 例祭後最初の土曜日
- 神武さま広場 - 御神幸行列・往路の開催日
- 御神幸行列・復路 - 御神幸行列・往路の翌日（日曜日）

### 開催日
御神幸行列の開催日は「10月26日の例祭後最初の土曜日・日曜日」とされていることから、10月26日が日曜日の場合は1週の間が空くことになる。土曜日の場合は例祭の直後または1週間後となる。
御神幸行列の開催日
参考として開催日の後に該当する年を記載する。
- 例祭が日曜日 - 11月1日、11月2日（2003年、2008年）
- 例祭が月曜日 - 10月31日、11月1日（1998年、2009年）
- 例祭が火曜日 - 10月30日、10月31日（1999年、2004年、2010年）
- 例祭が水曜日 - 10月29日、10月30日（2005年、2011年）
- 例祭が木曜日 - 10月28日、10月29日（2000年、2006年）
- 例祭が金曜日 - 10月27日、10月28日（2001年、2007年）
- 例祭が土曜日 - 10月26日、10月27日（2002年）または11月2日、11月3日（1991年）

資料によって御神幸祭が「10月下旬の土曜日・日曜日に開催」と記載されていることがあるが、上記のように御神幸祭の開催が11月にずれ込む年もある。
御神幸祭の中止
皇族の崩御や病臥（1912年、1914年、1927年、1988年）、戦乱（1877年、1945年）、宮崎神宮の改装（1899年から1906年）、疫病（2020年、2021年）を理由として御神幸祭が中止されることがある。

### 御神幸行列の順路

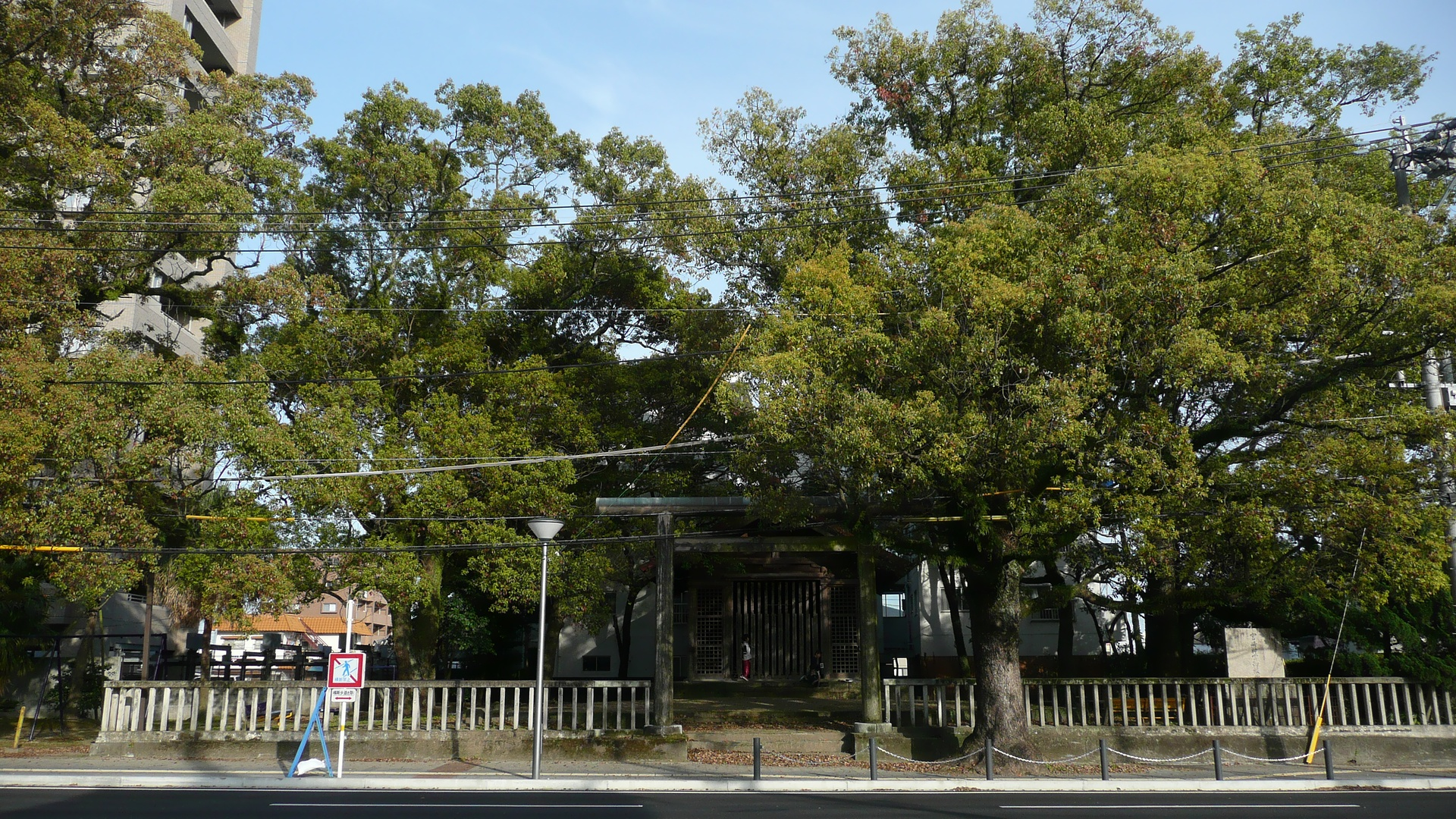
瀬頭御旅所

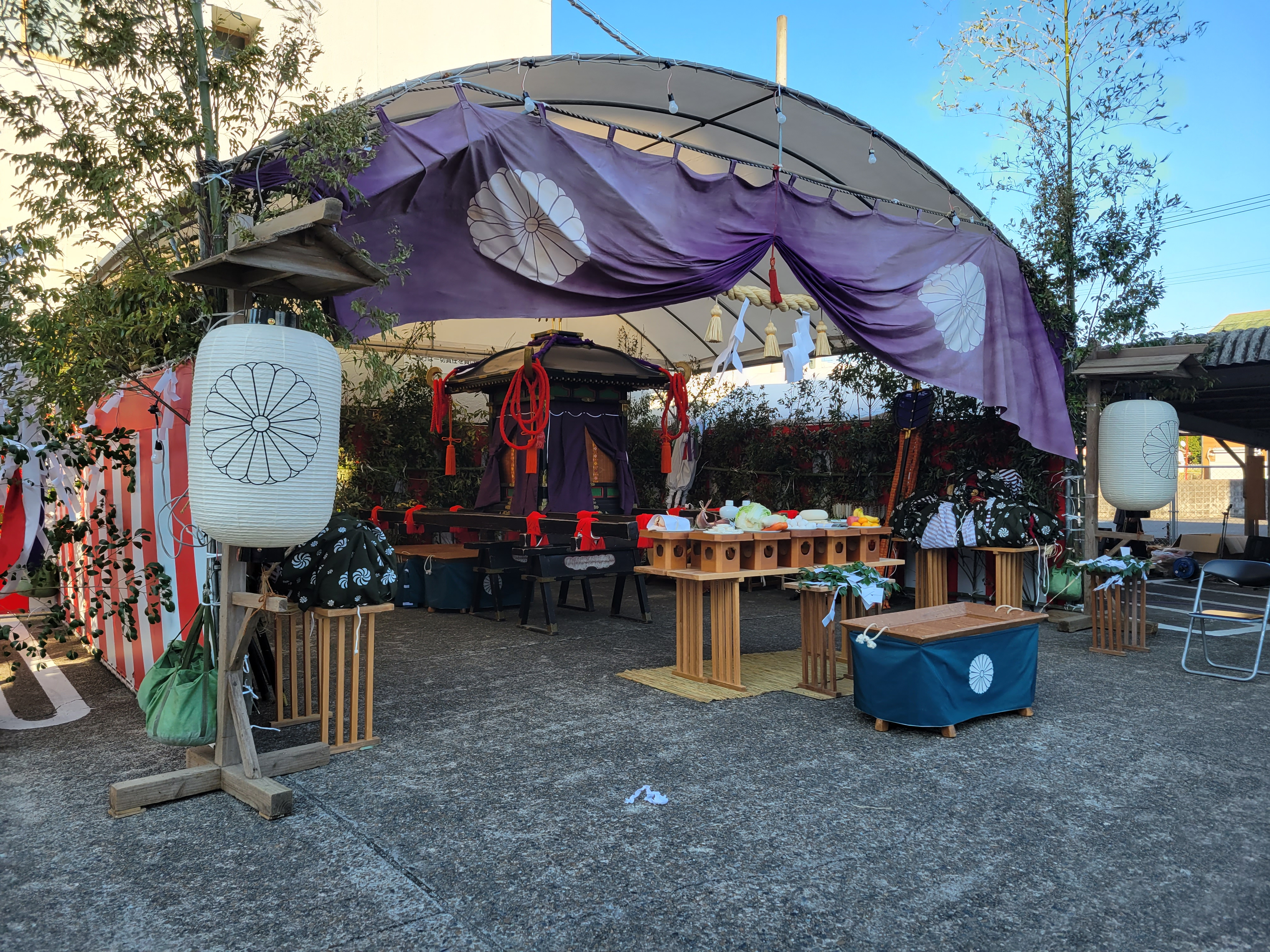
大淀御旅所（2022年、宮崎銀行大淀支店）

往路・復路ともに13時出発、15時半ごろに到着となる。デパート前交差点付近は14時ごろに通過する。
往路は宮崎神宮を出発（御発輦）し、県道44号、橘通り（国道10号・国道220号）を経由。中村（大淀）が御旅所の年はそのまま直進、県道347号（南宮崎駅停車場線）を南宮崎駅方面へ進み御旅所到着（従来は宮崎交通本社前であったが本社移転により、宮交シティに変更。2022年は宮崎銀行大淀支店）となる。瀬頭が御旅所の年は宮崎市役所前交差点を左折し旭通り（県道11号）を直進、瀬頭交差点で右折し県道341号（宮崎港宮崎停車場線）を大淀大橋方面へ進み、瀬頭御旅所で到着となる。復路はその反対となる。

## 年表
- 1785年 - 御神幸祭に関する記述がみられる最古の年。
- 1876年 - 宮崎神宮（当時は宮崎神社）公式の資料に御神幸祭に関する記述のある最古の年。これを根拠として1876年が宮崎神宮大祭の始まった最初の年とされる。
- 1877年 - 西南戦争のため中止。
- 1880年 - 宮崎市中村町の住民が御鳳輦（神輿）の渡御を嘆願。これが許可され御神幸の範囲が拡大される。
- 1899年 - 宮崎神宮（当時は宮崎宮）の社殿改装のため1906年まで中止。
- 1907年 - 宮崎神宮の改装が完了し、御神幸行列が復活。
- 1909年 - 御鳳輦を新調。御神幸行列が現在のスタイルに改められる。
- 1912年 - 明治天皇の崩御に伴い中止。
- 1913年 - 瀬頭に御旅所が建築され、例祭を含めて4日間の開催となる。
- 1914年 - 昭憲皇太后の崩御に伴い中止。
- 1927年 - 大正天皇の崩御に伴い中止。
- 1940年 - 流鏑馬武者行列が登場。
- 1944年 - 御神幸行列を1日に短縮。
- 1945年 - 例祭のみ実施し、御神幸行列を中止。
- 1949年 - ミスシャンシャン馬が登場。宮崎市内から代表者を選出。
- 1950年 - 宮崎神宮御神幸祭奉賛会を設立。宮崎商工会議所が主体となった。
- 1951年 - ミスシャンシャン馬を宮崎県内各市からの代表制とする。この年のみ中央御旅所[21]を設け、御鳳輦はここで2泊した。
- 1957年 - 中村御旅所を休憩地とし、瀬頭で御鳳輦を2泊させる形式に変更。
- 1960年 - 中村・瀬頭でそれぞれ御鳳輦を1泊させる形式に戻す。
- 1965年 - 御旅所が中村（偶数年）・瀬頭（奇数年）の隔年交代となり、御神幸行列も2日に短縮される。
- 1971年 - 日程が現行のもの（26日例祭、御神幸行列は例祭後の土曜日・日曜日）に変更。ミスシャンシャン馬が宮崎交通社員からの代表制となる。
- 1972年 - 御神幸行列初日（土曜日）の夜間に橘通り（国道220号）を歩行者天国とする。現在の「神武さま広場」の原型。
- 1973年 - ミスシャンシャン馬が宮崎市と周辺の町からの代表制となる。
- 1988年 - 昭和天皇病臥による「自粛」のため中止[22]。
- 2000年 - ミスシャンシャン馬が公募制になる。
- 2001年 - ミスシャンシャン馬が協賛企業の社員から選出される方式へ変更。
- 2003年 - 「神武さま広場」が高千穂通りに登場。神賑行列の参加者の一部がこちらに登場するようになる。
- 2005年 - おきよ丸が登場。
- 2008年 - 神武さま広場の場所を橘通りに移転。
- 2010年 - 神武さま広場の場所を再び高千穂通りに移転。アマテラスの山車が登場。
- 2014年 - 宮崎市制90周年を記念して「神々のパレード」に山車が登場。
- 2020年・2021年 - 例祭のみ実施し、御神幸行列を中止[23][24]。